# Diaconicón

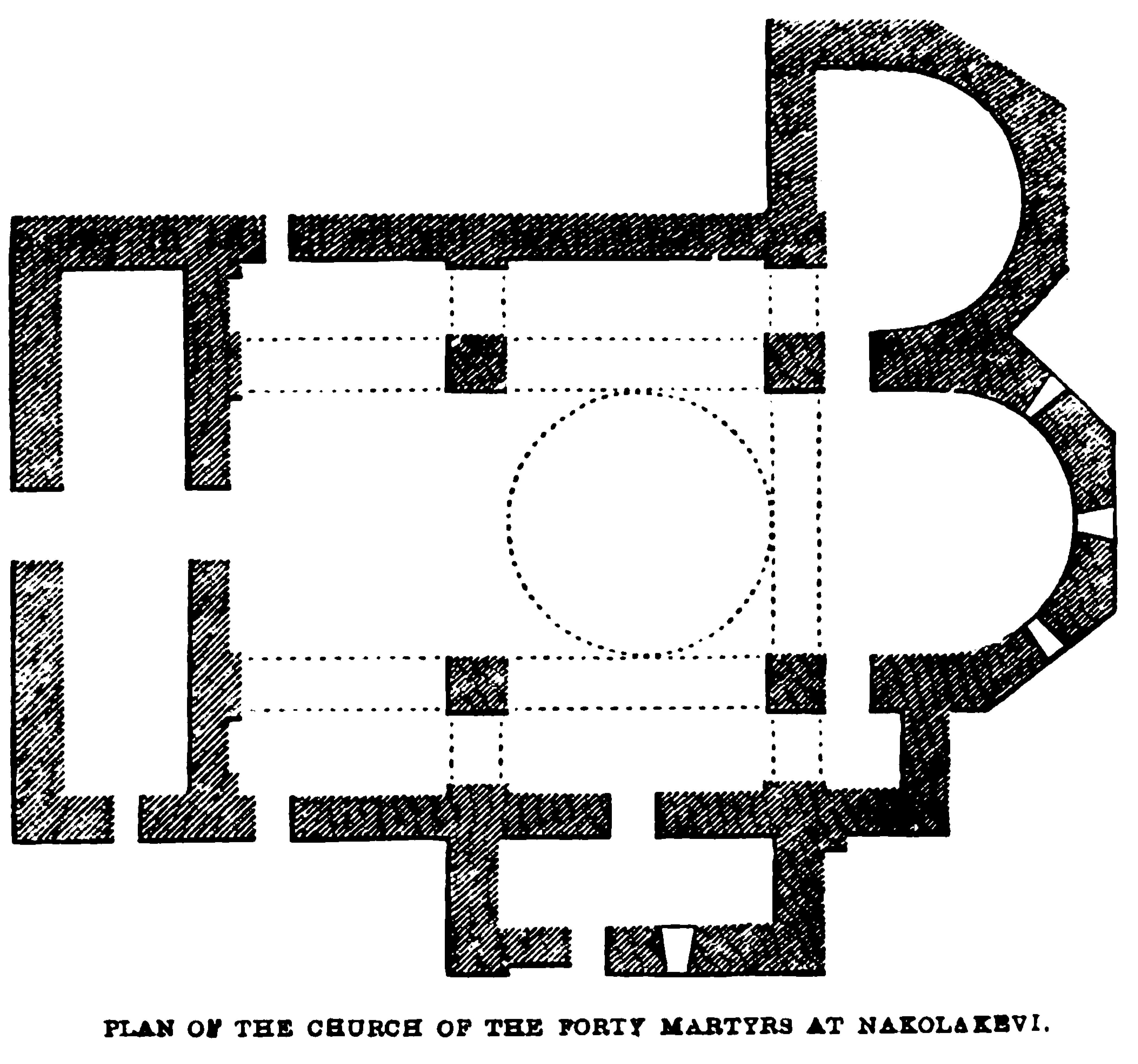
Ábside de la próthesis (arriba del ábside del presbiterio) y pequeño diaconicón (abajo).
Iglesia de los Cuarenta Mártires, adyacente a la fortaleza de Nokalakevi en Georgia.

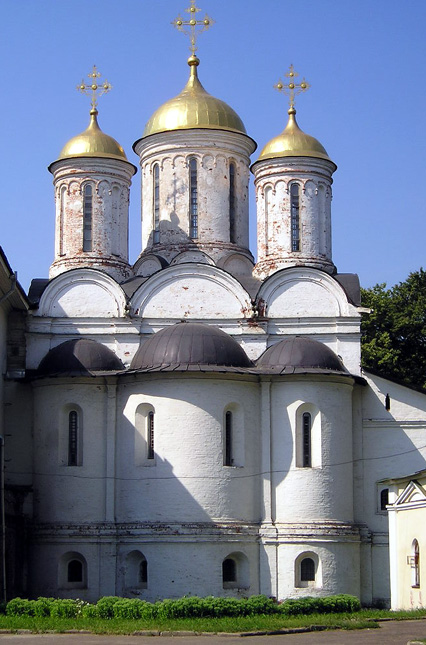
El triple ábside de una iglesia ortodoxa. El altar está en el ábside central más ancho, la prothesis en el derecho y el diaconicón en la izquierda.

El diaconicón (del griego bizantino διακονικόν, diakonikón) es, en las iglesias ortodoxas orientales y católicas orientales, una cámara dispuesta en el lado sur del ábside central, custodiada por el diácono, donde se guardan los ornamentos, libros, etc., que se usan en los Servicios Divinos. Los vasos sagrados se guardan en la prótesis, que está en el lado norte del santuario, opuesto al diaconicón.
En el diaconicón está el thalassidion (piscina), un fregadero que desagua en un lugar honorable donde los líquidos como el agua usada para lavar las cosas santas pueden verterse, y donde los clérigos pueden lavarse las manos antes de servir a la Divina Liturgia. El diaconicón tiene habitualmente armarios o cajones donde se almacenan de forma segura los ornamentos y adornos de la iglesia (los antipendia). Aquí también se mantiene el carbón reservado, y un lugar para calentar el zeon (agua hirviendo que se vierte en el cáliz antes de la comunión). Las toallas y otros artículos necesarios se guardan aquí también.
Sólo los obispos y sacerdotes pueden sentarse en el santuario; sin embargo, los diáconos y monaguillos pueden sentarse en el diaconicón cuando no son necesarios en el servicio. Debido a que el diaconicón se encuentra detrás del iconostasio se considera un lugar sagrado, y sólo aquellos que tienen un deber litúrgico específico que llevar a cabo deben de entrar en él y se le aplican los reglamentos relativos a la entrada en el santuario.
Durante el reinado de Justino II (565–574), debido a un cambio en la liturgia, el diaconicón y la prótesis llegaron a ubicarse en ábsides separados en el extremo este del Santuario. Antes de ese momento sólo había un ábside.
En las iglesias en el centro de Siria de fecha un poco anterior, el diaconicón es rectangular; los ábsides laterales en Kalat-Seman han sido añadidos en una fecha posterior.
También puede referirse al libro litúrgico que especifica las funciones del diácono.